# Kamila Żuk
Kamila Żuk (* 18. November 1997 in Wałbrzych) ist eine polnische Biathletin.

## Karriere

### Anfänge
Kamila Żuk ging bei den Juniorenweltmeisterschaften 2015 in Minsk das erste Mal bei internationalen Wettkämpfen an den Start. Mit einem 13. Platz im Sprint kam sie in einem Rennen unter die besten zwanzig Athletinnen. In der folgenden Saison startete sie erstmals bei einem Rennen des IBU-Cups. Bei ihrem ersten Rennen erreichte sie im Sprint in Idre der 48. Platz. Zum Jahresende startete sie außerdem erstmals im Weltcup. Mit einem 75. Platz im Sprint in Pokljuka qualifizierte sie sich allerdings nicht für die anschließende Verfolgung. Bei den Juniorenweltmeisterschaften 2016 in Cheile Grădiștei verbesserte sie ihre Vorjahresplatzierung im Sprint um zwei Plätze auf den elften Rang. Auch im Einzel und in der Verfolgung erreichte sie die besten dreißig.
In der nächsten Saison startete sie beim Saisonauftakt in Östersund im Weltcup und erreichte mit sieben Schießfehlern den 66. Platz im Einzel. Auch im IBU-Cup startete sie in dieser Saison und konnte sich mit einem 28. Platz in Martell erstmals für ein Verfolgungsrennen im Rahmen des IBU-Cups qualifizieren. Bei den Junioreneuropameisterschaften 2017 gewann sie die Bronzemedaille im Sprint.

### Seit 2017/18 – Erste Weltcuppunkte, erste Olympische Spiele und schwere Verletzung
In der Saison 2017/18 startete Żuk vorwiegend im IBU-Cup und erreichte zum Saisonende den 45. Platz in der Gesamtwertung. Bei den Olympischen Winterspielen 2018 startete sie im Mixedstaffelrennen und erreichte mit Magdalena Gwizdoń, Andrzej Nędza-Kubiniec und Grzegorz Guzik den 16. Platz. Auch bei den folgenden Juniorenweltmeisterschaften startete sie und gewann in allen Einzelrennen eine Medaille. Im Einzel und im Sprint wurde sie Erste und in der Verfolgung Zweite. Mit der Staffel erreichte sie den fünften Platz. Nach den Juniorenweltmeisterschaften startete sie erneut im Weltcup und gewann mit einem 35. Platz im Sprint und einem 33. Platz in der Verfolgung in Oslo ihre ersten Weltcuppunkte. Beim Weltcupfinale in Tjumen verfehlte sie mit zwei 42. Plätzen in Sprint und Verfolgung die Punkteränge knapp.
Ab dem Winter 2018/19 etablierte sich Żuk im polnischen Weltcupteam. Im Februar 2019 traf sie beim Sprint von Midway erstmals in einem Weltcuprennen mit allen Schüssen und platzierte sich auf dem sechsten Rang mit knapp 40 Sekunden Rückstand auf die Siegerin Marte Olsbu Røiseland. Mit zwei Fehlern erreichte sie in der sich anschließenden Verfolgung Platz acht. In den polnischen Weltcupstaffeln nahm Żuk 2018/19 regelmäßig die Position der Schlussläuferin ein und kam unter anderem bei den Weltmeisterschaften als Siebte über die Ziellinie. In der Saison 2019/20 erzielte sie im Januar zwei weitere Top-Ten-Ergebnisse im Weltcup bei den Sprints von Oberhof und Ruhpolding und belegte in der Gesamtwertung des Winters Rang 38 – als zweitbeste Polin (nach Monika Hojnisz-Staręga) und als zweitjüngste Athletin unter den ersten 40 (nach Elvira Öberg). Im Januar 2021 gewann Żuk bei den Heim-Europameisterschaften in Duszniki-Zdrój die Goldmedaille in der Verfolgung: Nach Platz 18 im Sprint blieb sie als eine von drei Athletinnen ohne Schießfehler und siegte vor der Norwegerin Karoline Erdal.
Im Weltcup erreichte Żuk zwischen den Wintern 2020/21 und 2022/23 kein weiteres Top-Ten-Resultat in Einzelrennen und platzierte sich in der Gesamtwertung der Wettkampfserie nicht unter den besten 50. Sie blieb aber eine der führenden Athletinnen ihres Landes, erhielt bei den Olympischen Winterspielen 2022 mehrere Einsätze und belegte bei den Weltmeisterschaften 2021 Platz sechs mit der polnischen Frauenstaffel.
Im August 2023 wurde Żuk beim Training im Rahmen des Trainingslagers der polnischen Nationalmannschaft am Passo di Lavazè schwer verletzt. Sie stürzte auf Rollskiern und erlitt dabei schwere Beinverletzungen. Nach einer mehrmonatigen Verletzungspause startete sie im März 2024 wieder beim Weltcup in Oslo.

## Statistik

### Biathlon-Weltcup-Platzierungen
Die Tabelle zeigt alle Platzierungen (je nach Austragungsjahr einschließlich Olympische Spiele und Weltmeisterschaften).
- 1.–3. Platz: Anzahl der Podiumsplatzierungen
- Top 10: Anzahl der Platzierungen unter den ersten zehn (einschließlich Podium)
- Punkteränge: Anzahl der Platzierungen innerhalb der Punkteränge (einschließlich Podium und Top 10)
- Starts: Anzahl gelaufener Rennen in der jeweiligen Disziplin
- Staffel: inklusive Mixed- und Single-Mixed-Staffeln

| Platzierung               | Einzel | Sprint | Verfolgung | Massenstart | Staffel | Gesamt |
| ------------------------- | ------ | ------ | ---------- | ----------- | ------- | ------ |
| 1. Platz                  |        |        |            |             |         |        |
| 2. Platz                  |        |        |            |             |         |        |
| 3. Platz                  |        |        |            |             |         |        |
| Top 10                    |        | 3      | 1          |             | 10      | 14     |
| Punkteränge               |        | 16     | 10         | 2           | 38      | 66     |
| Starts                    | 13     | 50     | 24         | 2           | 39      | 128    |
| Stand: Saisonende 2023/24 |        |        |            |             |         |        |

### Olympische Winterspiele
Ergebnisse bei Olympischen Winterspielen:
|                                             | Einzelwettbewerbe | Einzelwettbewerbe | Einzelwettbewerbe | Einzelwettbewerbe | Staffelwettbewerbe | Staffelwettbewerbe |
| Sprint                                      | Verfolgung        | Einzel            | Massenstart       | Frauenstaffel     | Mixedstaffel       |                    |
| ------------------------------------------- | ----------------- | ----------------- | ----------------- | ----------------- | ------------------ | ------------------ |
| Olympische Winterspiele 2018 \| Pyeongchang | –                 | –                 | –                 | –                 | –                  | 16.                |
| Olympische Winterspiele 2022 \| Peking      | 53.               | DNS               | 36.               | –                 | 14.                | –                  |

### Weltmeisterschaften
Ergebnisse bei den Weltmeisterschaften:
| Weltmeisterschaften | Weltmeisterschaften | Einzel | Sprint | Verfolgung | Massenstart | Staffel | Mixedstaffel | Single-Mixedstaffel |
| Jahr                | Ort                 | Einzel | Sprint | Verfolgung | Massenstart | Staffel | Mixedstaffel | Single-Mixedstaffel |
| ------------------- | ------------------- | ------ | ------ | ---------- | ----------- | ------- | ------------ | ------------------- |
| 2019                | Östersund           | 48.    | 46.    | 36.        | –           | 7.      | –            | –                   |
| 2020                | Antholz             | 84.    | 58.    | –          | –           | 7.      | –            | 18.                 |
| 2021                | Pokljuka            | 59.    | 29.    | 47.        | –           | 6.      | 24.          | 26.                 |
| 2023                | Oberhof             | 50.    | 56.    | 52.        | –           | 9.      | 22.          | –                   |

### Juniorenweltmeisterschaften
| Weltmeisterschaft | Weltmeisterschaft | Einzel | Sprint | Verfolgung | Staffel |
| Jahr              | Ort               | Einzel | Sprint | Verfolgung | Staffel |
| ----------------- | ----------------- | ------ | ------ | ---------- | ------- |
| 2015              | Minsk             | 50.    | 13.    | 58.        | 9.      |
| 2016              | Cheile Grădiștei  | 28.    | 11.    | 29.        | 5       |
| 2017              | Osrblie           | 49.    | 27.    | 10.        | 10.     |
| 2018              | Otepää            | 1.     | 1.     | 2.         | 5.      |
| 2019              | Osrblie           | 7.     | 2.     | DNS        | 10.     |